# World Anti-Doping Agency
Het World Anti-Doping Agency (WADA), het Wereldantidopingagentschap, is opgericht en wordt bestuurd door het IOC. Het werd opgericht op 10 november 1999 in Lausanne om doping in de sport te bestrijden. De huidige voorzitter is Witold Banka sinds 2020. In 2001 werd besloten het hoofdkantoor over te plaatsen naar Montreal in Canada. De helft van het inkomen van  het WADA komt van het IOC. De andere helft komt vooral van overheden. 

## Kritiek
Vanwege de mogelijke invloed van bestuurders (IOC & regeringen) op het WADA, wordt de onafhankelijkheid van het Wereldantidopingagentschap door Travis Tygart, voorzitter van de Amerikaanse antidopinginstantie United States Anti-Doping Agency, in twijfel getrokken.

## Voorzitters
- Dick Pound (1999-2007)
- John Fahey (2008-2013)
- Craig Reedie (2014-2020)
- Witold Banka (2020-heden)